# Krist Novoselic
Krist Anthony Novoselic II (født 16. maj 1965) er en amerikansk rockmusiker bedst kendt som bassist i bandet Nirvana. Udover Nirvana har Krist spillet med Sweet 75, Eyes Adrift og senest Flipper. Bortset fra hans musikkarriere har Novoselic også været politisk aktiv, og har blandt andet stiftet JAMPAC, en PAC. Siden november 2007 har han haft en ugentlig klumme om musik og politik i Seattle Weeklys website.